# 武大偉
武大偉（ぶ だいい、1946年12月 -　）は、中華人民共和国の外交官、政治家。外交部副部長（元外務次官）、駐韓中国大使、駐日中国大使、6カ国協議議長（第2代）、朝鮮半島問題特別代表等を歴任。日本語に堪能で、記者の質問に日本語で回答することもある。黒龍江省出身。

## 略歴
- 1973年 - 駐日中国大使館に勤務
- 1979年 - 外交部に戻り、アジア局員、三等書記官
- 1980年 - 国務院弁公庁副処長
- 1985年 - 1989年 - 駐日中国大使館勤務となり、二等書記官、一等書記官となる
- 1989年 - 1992年 - 外交部アジア局第一秘書、処長、参事官
- 1992年 - 1994年 - 外交部アジア局副局長
- 1994年 - 1998年 - 駐日中国大使館参事官、公使
- 1998年 - 2001年 - 韓国駐在中国大使
- 2001年 - 2004年 - 駐日中国大使
- 2004年 - 2010年 - 外務部副部長(アジア外交と条約関係を担当)
- 2005年 - 六ヵ国協議議長
- 2010年2月 - 2017年8月 朝鮮半島問題特別代表および六ヵ国協議議長[1][2]

## 評価
ウィキリークスで流出した外交文書に、キャサリン・スティーブンズ（Kathleen Stephens）駐韓米大使が本国アメリカに発信した公電の内容として、『赤裸々な武大偉評』があったことが報道された。複数の関係者の話として、武は『英語もできず「横柄」』であり、交渉相手として最悪であると韓国側は不満を漏らしており、『北朝鮮や非核化について何も知らず』、暗に武をさして『北朝鮮が『最も無能な中国外交官』と評している人物』ということである。また『紅衛兵出身のマルキシスト（マルクス主義者）]』と千英宇（）が武を蔑んだという記述もあった。これらは『生の外交官の言葉として聞くとやはり興味深い』とニューズウィーク日本語版編集部は書いている。
北朝鮮の真意は6カ国協議の無力化で、無能な武大偉を推すことでその目的を達しようとしているのではないかとの憶測もある。武大偉は2010年1月に外務部副部長を退任したが、すぐに朝鮮半島問題特別代表に就任して、6カ国協議の議長は留任した。それは北朝鮮のロビー活動によるものであったと噂されている。同年2月24日にスティーヴン・ボズワース米国政府北朝鮮政策特別代表と会談して協議再開を約したが3月26日、北朝鮮によって天安沈没事件が起こされた。高まる国際社会の圧力を武大偉ら中国外交が回避して『朝鮮半島の安定と平和が重要だ』と積極的に6カ国協議での平和の実現を目指して、『北朝鮮側が政治対話に戻ることを期待している』と8月31日に新提案を出したものの、北朝鮮の反発で予備交渉は失敗に終わり、9月1日にジェイムズ・スタインバーグと協議した後、『協議は、とても多くの困難に直面している』と手詰まり状態に陥ったことを認めるに至った。その後、11月23日北朝鮮によって延坪島砲撃事件が引き起こされた。11月30日に武大偉と協議した後、斎木昭隆外務省アジア大洋州局長は、『北朝鮮に言える立場にあるのは中国しかいない。こんなこと（挑発行為）をやっていたら対話どころではない』と語った。延坪島砲撃事件の後、再び武は6カ国協議の再開を訴えたが、韓米の対応は冷淡だった。武は「極めて遺憾」と異例の北朝鮮批判を行ったものの、急遽、韓国へ来た時の行動が韓国世論に無礼なものと受け止められ、北京での緊急協議の提案も、李明博大統領に一蹴された。その後も日米韓を度々訪問してるものの、2017年には北朝鮮から訪朝を事実上拒否され、同年8月には六カ国協議議長と朝鮮半島問題特別代表の職を孔鉉佑と交代させられた。

## 家族構成
家族は、夫人と一女。